# Sømna
Sømna é uma comuna da Noruega, com 1 012 km² de área e 2 863 habitantes (censo de 2004).         